# Marius Eckardt
Marius Eckardt (* 2. September 2003) ist ein deutscher Volleyballspieler.

## Karriere
Eckardt spielte in der Saison 2021/22 mit dem VC Olympia Berlin in der Zweiten Liga Nord. Zusätzlich bekam er ein Doppelspielrecht für den Erstligisten Netzhoppers Königs Wusterhausen. In der Saison 2022/23 war der Libero dann mit dem VC Olympia in der ersten Liga aktiv.
Er absolvierte auch einige Turniere im Beachvolleyball, u. a. mit seinem Bruder Moritz.
2023 wurde Eckardt vom Ligakonkurrenten VC Bitterfeld-Wolfen verpflichtet. Im DVV-Pokal 2023/24 unterlag Bitterfeld-Wolfen im Viertelfinale gegen die SVG Lüneburg. In der Bundesliga erreichte der Verein als Tabellensiebter die Playoffs.